# Geografia Wysp Normandzkich

Mapa Wysp Normandzkich

Wyspy Normandzkie – niewielki archipelag leżący na kanale La Manche. Cechują się nizinnym krajobrazem i morskim klimatem. Wyspy te nie stanowią jednej jednostki politycznej – dzielą się na baliwaty (bailiwicks) Guernsey i Jersey. Nie są one częściami Zjednoczonego Królestwa ani koloniami, lecz podlegają bezpośrednio Koronie brytyjskiej (dependencje). Oba baliwaty posiadają własne parlamenty. Chociaż Wyspy Normandzkie geograficznie nie wchodzą w skład Wysp Brytyjskich, to ze względów politycznych są do nich zaliczane. Koronę brytyjską reprezentują gubernatorzy i urzędnicy królewscy.

## Powierzchnia, położenie i granice
Powierzchnia – 198 km²
Położenie – Archipelag Normandzki leży w Europie Zachodniej, na kanale La Manche, w pobliżu wybrzeży Francji, a dokładniej u wyjścia zatoki Saint-Mâlo, pomiędzy Półwyspem Bretońskim, a półwyspem Cotentin.
Centralny punkt Jersey znajduje się na 49°13′N i 2°08′W.
Granice – jako terytorium wyspiarskie wyspy poprzez wody terytorialne graniczą od południa z Francją.

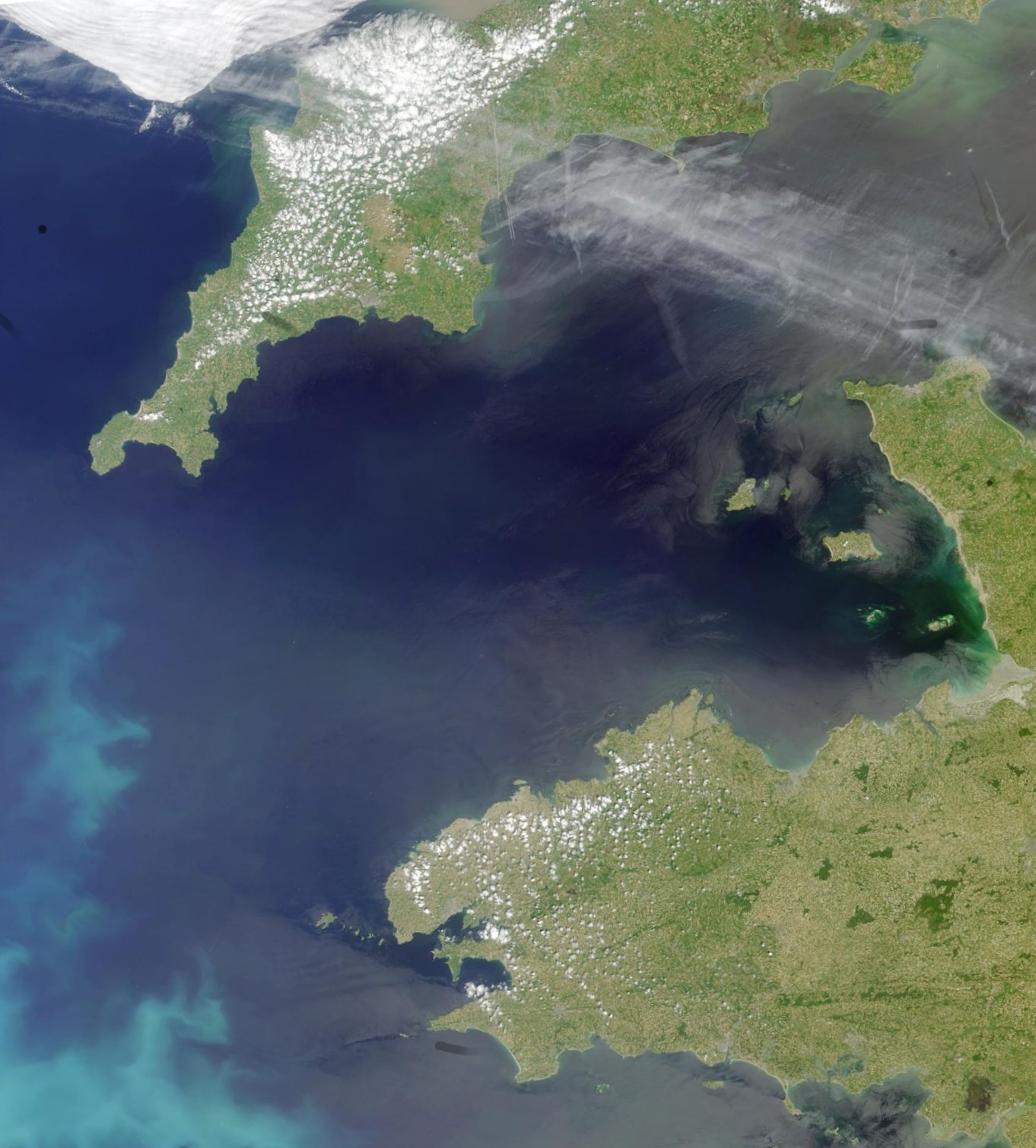
Zdjęcie satelitarne ukazujące położenie wysp

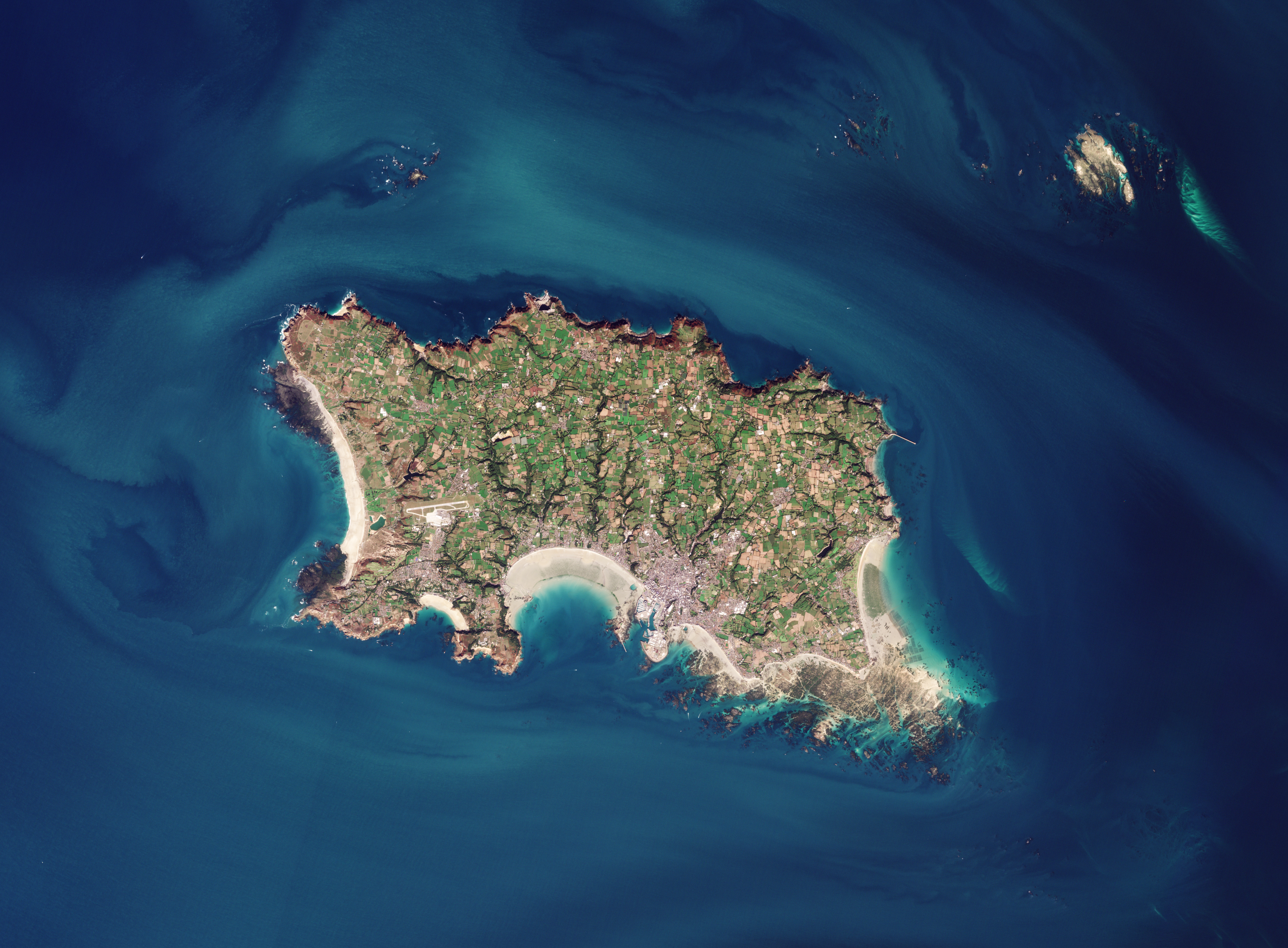
Zdjęcie satelitarne wyspy Jersey

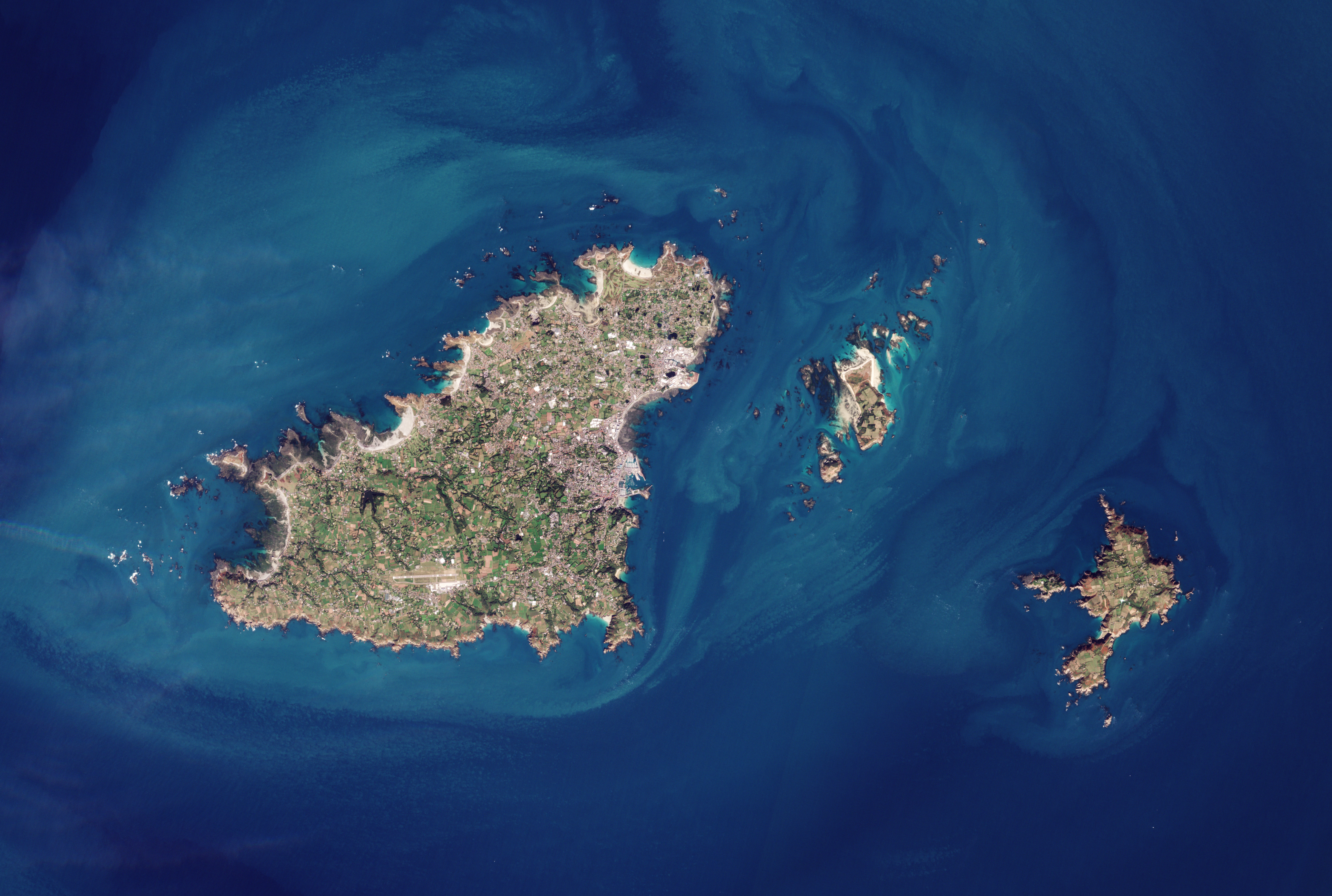
Zdjęcie satelitarne wyspy Guernsey oraz mniejszych wysp Sark i Herm

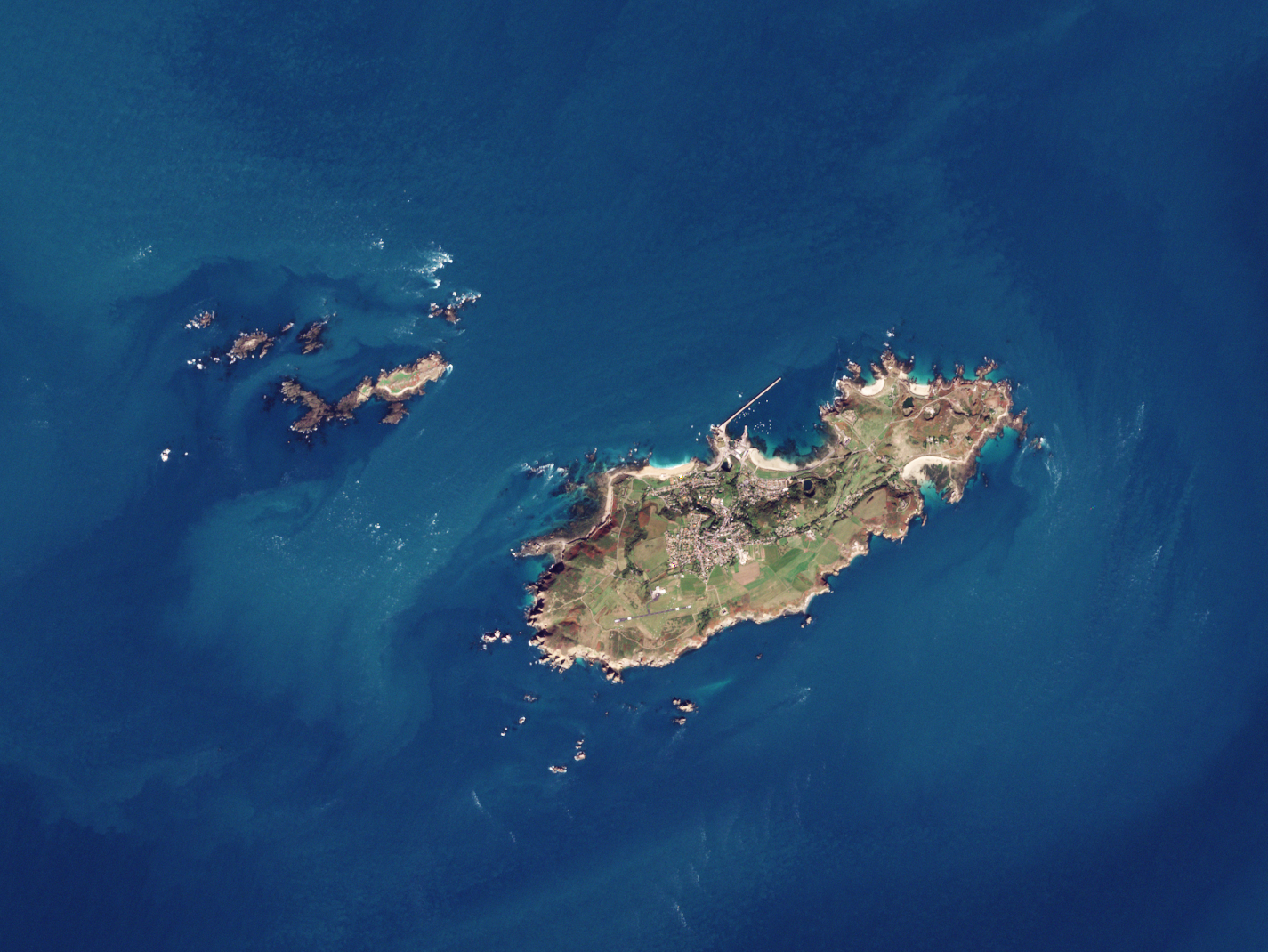
Zdjęcie satelitarne wyspy Alderney oraz mniejszej wysepki Burhou

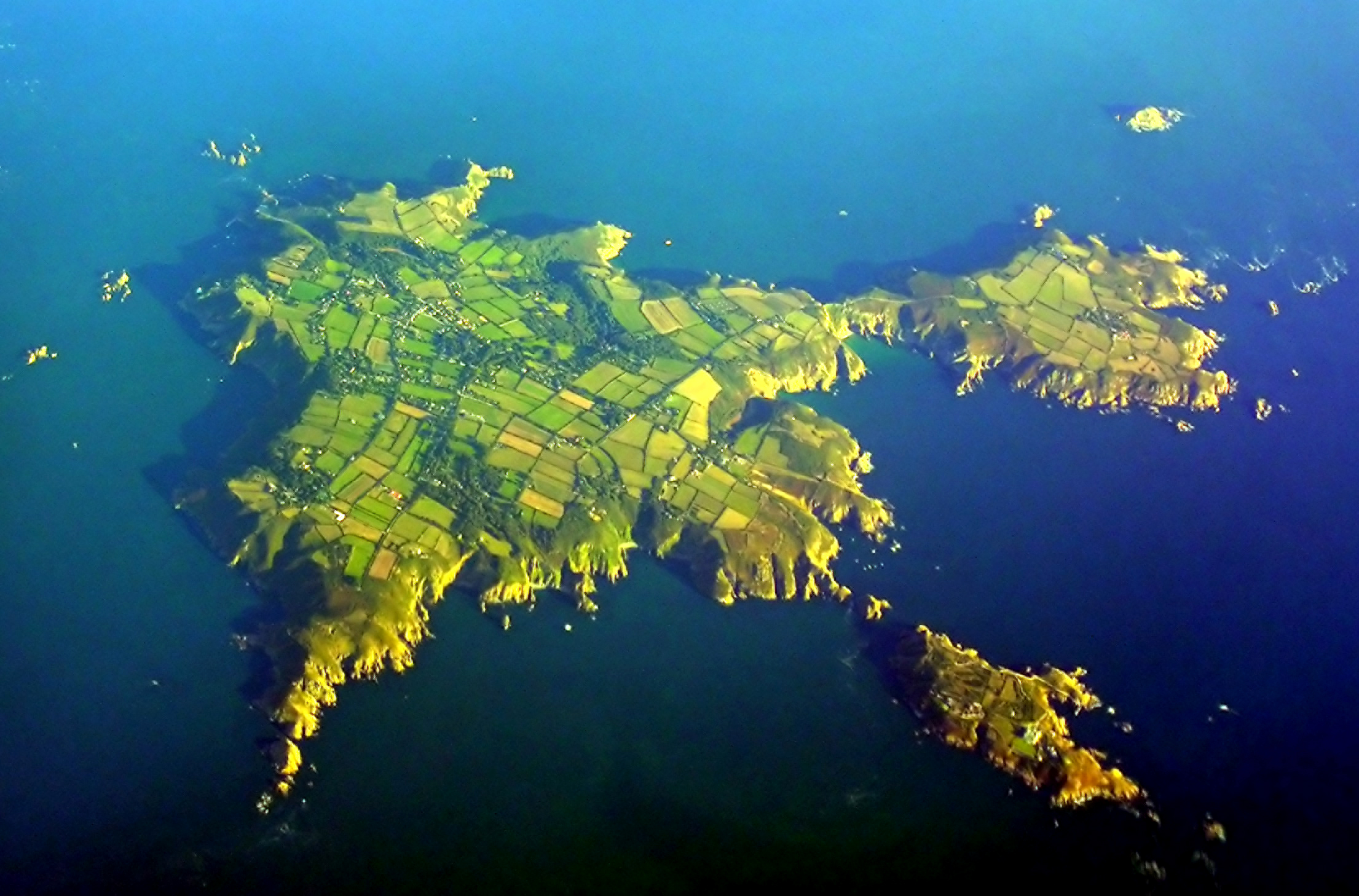
Wyspa Sark widziana z powietrza

## Ukształtowanie poziome i pionowe
Archipelag Normandzki obejmuje 8 wysp leżących od 13 do 20 km od wybrzeży Francji. Są to: Jersey – 120 km², Guernsey – 64 km², Alderney – 8 km², Sark – 5 km², Herm – 2 km², Jethou, Brecqhou i Lihou. 
Wyspy Normandzkie cechują się urozmaiconą linią brzegową, gdzie występują głębokie zatoki i wąskie półwyspy. Wybrzeże jest przeważnie klifowe, szczególnie w przypadku Guernsey, na Jersey klify skupiają się na północnej stronie. Skaliste klify wysp sięgają 50 m. Poza klifami występują niskie plaże, na Jersey skupiają się po południowej stronie wyspy, zaś na Guernsey występują bardziej w mozaice, wraz z klifami. Jednak i tu wybrzeże klifowe, sięgające nawet 100 m dominuje na południowym brzegu wyspy, a długie plaże występują na zachodniej stronie wyspy. Obecny kształt wybrzeża jest wynikiem bezustannej działalności wód morskich (fale), a przede wszystkim pływy morskie, których amplituda sięga 9 m.
Wyspy Normandzkie prezentuje nizinna rzeźbą, urozmaiconą przez wzgórza i doliny. Jersey ze względu na układ wybrzeża jest pochylana ku południowi. Najwyższe wzniesienie – Les Platons, o wysokości 148 m n.p.m. znajduje się na Jersey, na Guernsey najwyższe wzniesienie ma 110,6 m n.p.m. Wyspy zbudowane są przeważnie z granitów i gnejsów i innych skał metamorficznych. Na Jersey dodatkowo wierzchnia warstwa stanowi wapienną płytę przykrytą lessami. Całość archipelagu stanowi fragment francuskiego Masywu Armorykańskiego. Dominują urodzajne gleby gliniaste.

## Klimat
Wyspy leżą w strefie klimatu umiarkowanego ciepłego o jego morskiej odmianie. Klimat cechuje się dużą łagodnością, bezmroźnymi zimami, zaś latem nie notuje się dni upalnych.
Temperatury zimą zawsze utrzymują się powyżej 0 °C. Przeciętne wartości zimowe wahają się do 1° do 2-3 °C z niewielką amplitudą dobową. Ekstrema termiczne to -3 °C, jednak te wartości należą do rzadkich przypadków. Latem średnie wartości przyjmują od 15 °C do 18 °C, także z niewielkimi amplitudami dobowymi. Maksymalne wartości dla dnia rzadko osiągają 24-25 °C. Za dodatnie wartości termiczne odpowiedzialny jest Golfsztrom.
Pomimo wybitnie morskiego klimatu, opady nie są zbyt wysokie. Średnia roczna opadowa na wszystkich wyspach sięga 950 mm. Wartości opadowe nie schodzą nigdy poniżej 750 mm. Rozkład rocznych opadów jest równomierny w ciągu całego roku. Opady śniegu praktycznie nie występują, a wyspy niemal przez cały rok znajdują się pod wpływem polarnomorskich mas powietrza. Czasami archipelag dostaje się pod wpływ Wyżu Azorskiego, wtedy lata są dość ciepłe i nie występują opady.

## Wody
Na dwóch największych wyspach występuje dość gęsta sieć krótkich rzek. Na Jersey rzeki płyną południkowo zgodnie z nachyleniem podłoża. Na pozostałych niewielkich wyspach wody powierzchniowe w zasadzie nie istnieją. Na dwóch największych wyspach istnieje kilka niewielkich jezior i sztucznych zbiorników.

## Fauna i flora
Flora typowa dla obszarów Europy Środkowej i Zachodniej, ale dość mocno przeobrażona. Występują niewielkie kompleksy lasów liściastych i łęgowych. Większość powierzchni czterech największych wysp stanowią tereny rolnicze. Poza nimi występują łąki, miejscami roślinność krzewiasta. Świat zwierząt należy do Regionu Europejskiego i jest znacznie przetrzebiony. Na wyspach żyją głównie ptaki, z największych udziałem ptaków morskich. Ssaków jest niewiele, reprezentowane są głównie przez gryzonie.